# St. Martin (Kallmerode)

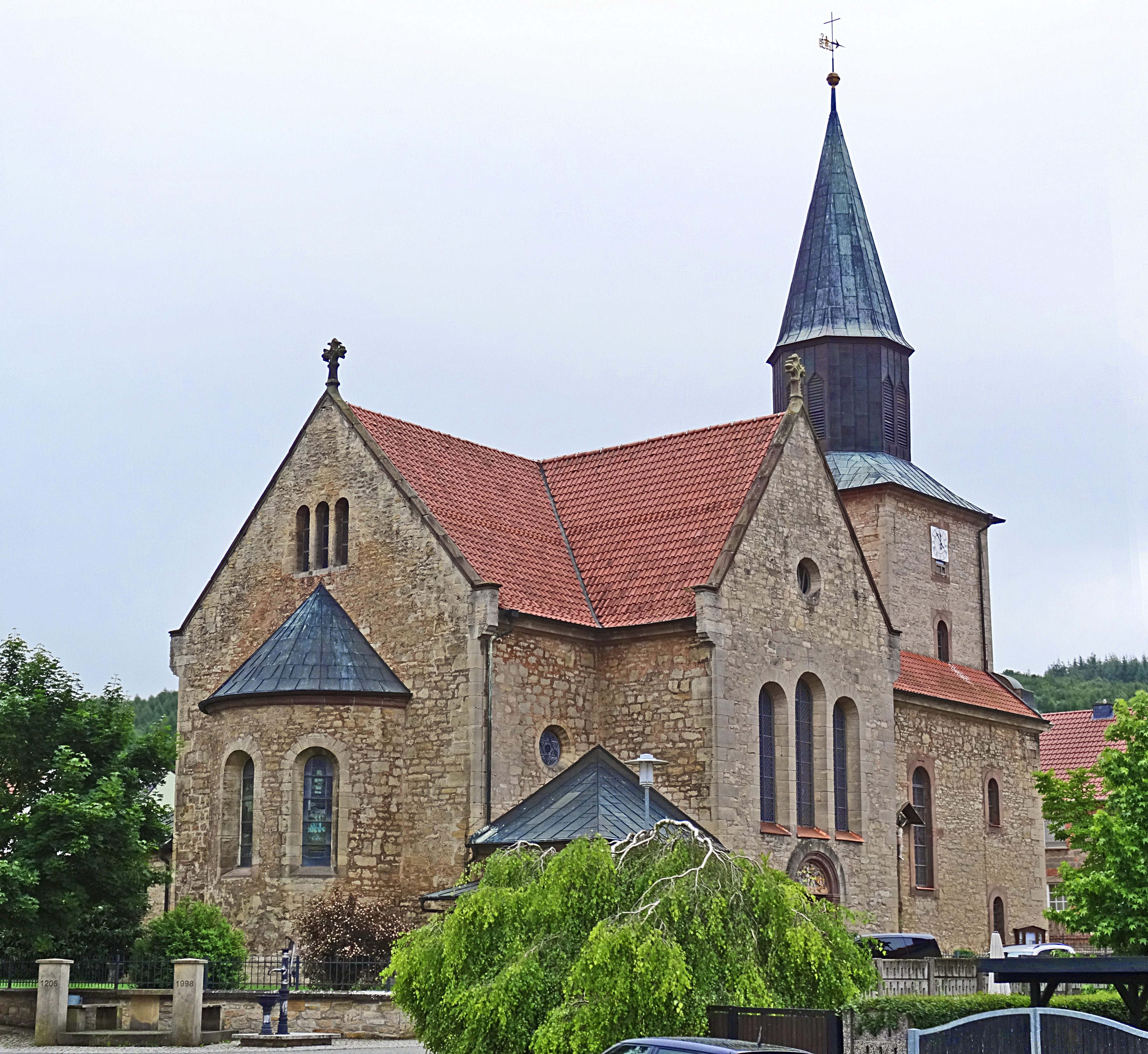
St. Martin

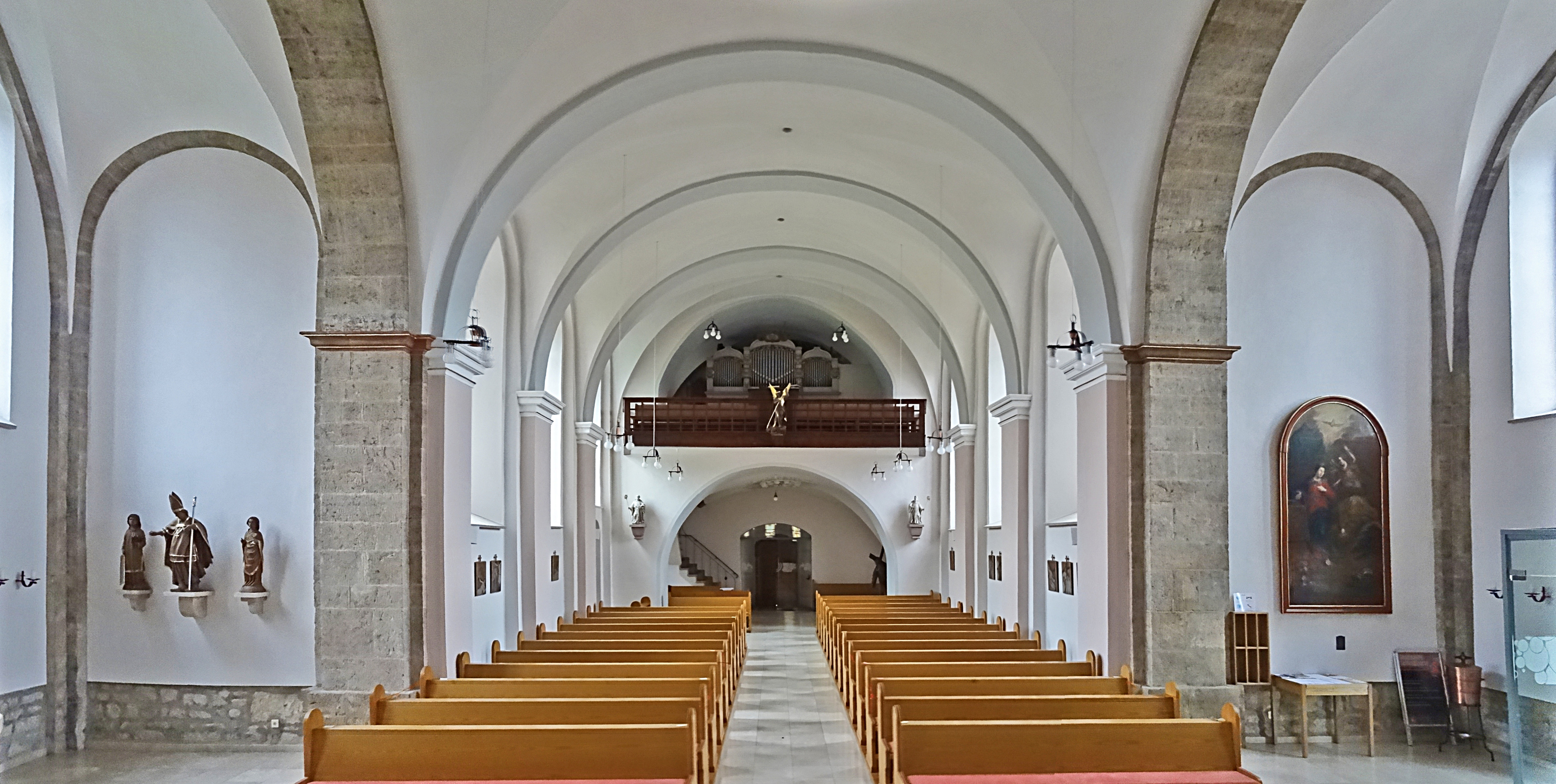
Innenansicht

Die römisch-katholische Filialkirche St. Martin steht in Kallmerode, einem Stadtteil von Leinefelde-Worbis im thüringischen Landkreis Eichsfeld. Sie ist die Filialkirche der Pfarrei St. Maria Magdalena Leinefelde im Dekanat Leinefelde-Worbis des Bistums Erfurt. Sie trägt das Patrozinium des heiligen Martin von Tours.

## Architektur

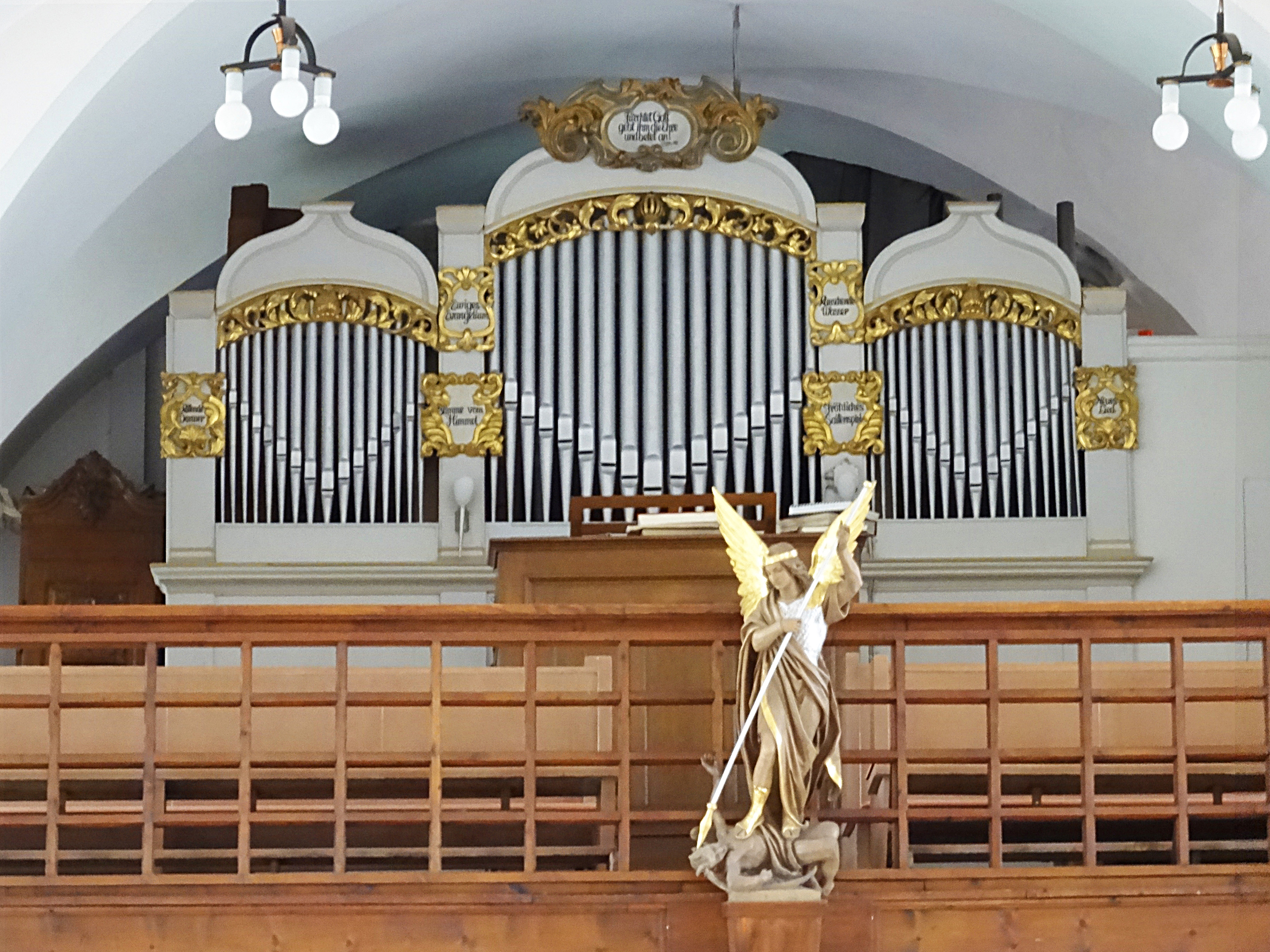
Krell-Orgel

1753–56 wurde unter dem Abt vom Kloster Reifenstein eine Saalkirche mit einem Dachturm erbaut. Der Turm steigt auf einem quadratischen Obergeschoss über einem Traufgesims auf. Seinen achtseitigen Aufsatz, hinter den Klangarkaden befindet sich der Glockenstuhl, und den spitzen Helm erhielt er 1857. Ein neuromanischer Anbau wurde 1879–80 hinzugefügt. Er bestand aus einem Querschiff, einem Chor mit einer Apsis und einer Sakristei im Südosten. Bei der Fassade sind die seitlichen Dachschrägen durch geschwungenen Giebel verblendet. Das Portal im Westen ist von ionischen Pilastern gerahmt. Auf ihren Schäften stehen die Jahreszahlen 1756 und 1880. Über dem Gebälk mit beidseitigen Voluten ist eine muschelförmige Wandnische mit der Steinfigur des heiligen Bernhard. Im Tympanon des Nordportals ist ein Relief mit dem heiligen Martin zu Pferd. Der Innenraum ist kreuzgratgewölbt. Zwei Geschosse des Turms sind mit Rundbogen zum Kirchenschiff geöffnet, das untere hat ein Gewölbe mit Stuck aus der ehemaligen Kapelle in Beinrode. Die Kirche wurde 1956/60 renoviert.

## Ausstattung
Zur Kirchenausstattung gehört ein Flügelaltar von 1611 mit Darstellungen der Geburt Christi, der vier Evangelisten und Malereien in Grisaille.  Ein Gemälde über die Verkündigung stammt von 1770.
Schnitzfiguren des heiligen Laurentius und Johannes sind in der 2. Hälfte des 15. Jahrhunderts, eine lebensgroße Schnitzfigur des kreuztragenden Christus ist im 1. Drittel des 17. Jahrhunderts, Alabasterfiguren des heiligen Benedikt und eines Zisterzienserabtes sind um 1700 entstanden. Im Chorraum stehen Holzfiguren des Erzengels Michael von 1900 und des heiligen Martin aus der 1. Hälfte des 18. Jahrhunderts. Die Kirchenbänke haben zum Teil Wangen aus der Zeit des Rokoko, sie stammen aus dem Kloster Reifenstein.

## Orgel
Die Orgel mit 15 Registern, verteilt auf zwei Manuale und Pedal, wurde um 1900 von Louis Krell gebaut.